# Družina Avgusta
Družina Avgusta je manjša družina asteroidov. 
Ime ima po prvem članu, ki je dobil številko 254 Avgusta.